# Giro del Casentino
Le Giro del Casentino est une course cycliste italienne disputée dans le Casentino, l'une des quatre vallées qui subdivisent la province d'Arezzo, en Toscane.

## Historique
Créé en 1910, le Giro del Casentino fait partie de l'UCI Europe Tour de 2005 à 2010, en catégorie 1.2.  Il est par conséquent ouvert aux équipes continentales professionnelles italiennes, aux équipes continentales, à des équipes nationales et à des équipes régionales ou de clubs. Les UCI ProTeams (première division) ne peuvent pas participer. Depuis 2011, il fait partie du calendrier national de la Fédération cycliste italienne.
Il est organisé par la Società Unione Ciclistica Aretina.

## Palmarès
| Année     | Vainqueur                       | Deuxième                   | Troisième               |
| --------- | ------------------------------- | -------------------------- | ----------------------- |
| 1910      | Ugo Marzocchini                 |                            |                         |
| 1911      | Pietro Avanzini                 |                            |                         |
| 1912      | Umberto Bellucci                | Costante Bernardinelli     | Giovanni Geminiani      |
| 1913      | Pierino Savini                  |                            |                         |
| 1914      | Alfonso Aprili                  |                            |                         |
| 1915-1919 | Pas de course                   | Pas de course              | Pas de course           |
| 1920      | Attilio Livi                    |                            |                         |
| 1921      | Romolo Ermini                   |                            |                         |
| 1922      | Riccardo Gagliardi              |                            |                         |
| 1923      | Angiolo Gabrielli               |                            |                         |
| 1924      | Marcello Neri (it)              |                            |                         |
| 1925      | Marcello Neri (it)              |                            |                         |
| 1926      | Ettore Meini                    |                            |                         |
| 1927      | Luigi Papeschi                  |                            |                         |
| 1928      | Mario Cipriani                  | Antonio Calugi             | Adolfo Bordoni (it)     |
| 1929      | Novelli Fraschi                 |                            |                         |
| 1930      | Agostino Bellandi (it)          |                            |                         |
| 1931      | Vasco Rossi                     |                            |                         |
| 1932      | Ascanio Arcangeli (it)          |                            |                         |
| 1933      | Cesare Del Cancia               |                            |                         |
| 1934      | Gino Bartali                    |                            |                         |
| 1935      | Gino Centogambe                 |                            |                         |
| 1936      | Pietro Chiappini                |                            |                         |
| 1937      | Secondo Magni                   |                            |                         |
| 1938      | Corrado Scatragli               |                            |                         |
| 1939      | Fausto Coppi                    | Francesco Doccini (it)     | Primo Volpi             |
| 1940      | Luciano Pezzi                   |                            |                         |
| 1941      | Nedo Laghi                      |                            |                         |
| 1942      | Angiolo Bessi                   |                            |                         |
| 1943      | Enzo Desideri                   |                            |                         |
| 1944-1945 | Pas de course                   | Pas de course              | Pas de course           |
| 1946      | Luciano Maggini                 |                            |                         |
| 1947      | Alfredo Pasquetti               |                            |                         |
| 1948      | Luciano Frosini                 |                            |                         |
| 1949      | Lido Sartini                    |                            |                         |
| 1950      | Marcello Pellegrini             |                            |                         |
| 1951      | Girardengo Bernardini           |                            |                         |
| 1952      | Bruno Tognaccini                |                            |                         |
| 1953      | Gastone Nencini                 |                            |                         |
| 1954      | Arnaldo Alberti                 |                            |                         |
| 1955      | Oreste Pierazzini               |                            |                         |
| 1956      | Alberto Emiliozzi (it)          |                            |                         |
| 1957      | Alvaro Giommoni                 |                            |                         |
| 1958      | Bruno Babini                    |                            |                         |
| 1959      | Bruno Mealli                    |                            |                         |
| 1960      | Guido Neri                      |                            |                         |
| 1961      | Gianfranco Gallon               |                            |                         |
| 1962      | Pietro Partesotti               | Lorenzo Lorenzi            | Moreno Mealli           |
| 1963      | Moreno Campigli                 |                            |                         |
| 1964      | Mario Lazzieri                  |                            |                         |
| 1965      | Maurizio Meschini               |                            |                         |
| 1966      | Mario Mancini                   |                            |                         |
| 1967      | Gabriele Pisauri                |                            |                         |
| 1968      | Aroldo Spadoni                  |                            |                         |
| 1969      | Stefano Tamberi                 |                            |                         |
| 1970      | Luigi Scorza                    |                            |                         |
| 1971      | Remo Boccolacci                 |                            |                         |
| 1972      | Valerio Cirri                   |                            |                         |
| 1973      | Roberto Rosani                  |                            |                         |
| 1974      | Franco Conti                    |                            |                         |
| 1975      | Phil Edwards                    |                            |                         |
| 1976      | Riccardo Becherini              |                            |                         |
| 1977      | Walter Clivati                  |                            |                         |
| 1978      | Graziano Maccaferri             |                            |                         |
| 1979      | Emilio Maestrelli               |                            |                         |
| 1980      | Ivano Maffei                    |                            |                         |
| 1981      | Loretto Sabatini                |                            |                         |
| 1982      | Marco Giovannetti               |                            |                         |
| 1983      | Stefano Casagrande (it)         |                            |                         |
| 1984      | Marco Giovannetti               |                            |                         |
| 1985      | Edoardo Rocchi (it)             |                            |                         |
| 1986      | Stefano Casagrande (it)         | Antonio Fanelli            | Andrzej Serediuk        |
| 1987      | Pas de course                   | Pas de course              | Pas de course           |
| 1988      | Antonio Politano                | Stefano Polga              | Romeo Barlaffa          |
| 1989      | Stefano Santerini               | Luca Scinto                | Davide Tani             |
| 1990      | Andrea Ferrigato                | Gianluca Tarocco           | Simone Biasci           |
| 1991      | Paolo Fornaciari                | Roberto Petito             | Stefano Santerini       |
| 1992      | Giuseppe Bellino                | Francesco Casagrande       | Filippo Simeoni         |
| 1993      | Stefano Checchin                | Samuele Schiavina (it)     | Gian Matteo Fagnini     |
| 1994      | Claudio Ainardi                 | Lorenzo Di Silvestro       | Mauro Sandroni          |
| 1995      | Massimiliano Gentili            | Roberto Bianchini          | Marco Vergnani          |
| 1996      | Marzio Bruseghin                | Giuseppe Asero             | Luca Mazzanti           |
| 1997      | Aldo Zanetti                    | Cadel Evans                | Giuliano Figueras       |
| 1998      | Fabio Quercioli                 | Cadel Evans                | Rinaldo Nocentini       |
| 1999      | Michele Colleoni                | Lorenzo Bernucci           | Raffaele Illiano        |
| 2000      | Davide Lorenzini                | Yaroslav Popovych          | Matteo Gigli            |
| 2001      | Lorenzo Bernucci                | Santo Anzà                 | Yaroslav Popovych       |
| 2002      | Massimo Iannetti                | Giairo Ermeti              | Manuele Mori            |
| 2003      | Aristide Ratti                  | Alessandro Proni           | Simone Guidi            |
| 2004      | Ruslan Pidgornyy                | Alexander Efimkin          | Marco Stefani           |
| 2005      | Vasil Kiryienka                 | Davide Bonucelli           | Alessio Ricciardi       |
| 2006      | Sacha Modolo                    | Marco Bandiera             | Luca Fioretti           |
| 2007      | Francesco Ginanni               | Pierpaolo De Negri         | Adam Pierzga            |
| 2008      | Simone Ponzi Pierpaolo De Negri |                            | Wojciech Dybel          |
| 2009      | Roberto Cesaro (de)             | Leonardo Pinizzotto        | Giuseppe Di Salvo       |
| 2010      | Andrea Pasqualon                | Francesco Manuel Bongiorno | Fabio Taddei            |
| 2011      | Alexander Serebryakov           | Alfonso Fiorenza           | Mirko Tedeschi          |
| 2012      | Gennaro Maddaluno               | Ilya Gorodnichev           | Alessandro Mazzi        |
| 2013      | Gianfranco Zilioli              | Alessio Taliani            | Valerio Conti           |
| 2014      | Paolo Totò                      | Marco Chianese             | Marco D'Urbano          |
| 2015      | Danilo Celano                   | Giuseppe Brovelli          | Paolo Bianchini         |
| 2016      | Aleksandr Riabushenko           | Andrea Vendrame            | Gian Marco Di Francesco |
| 2017      | Eros Colombo                    | Einer Rubio                | Andrea Di Renzo         |
| 2018      | Michele Corradini               | Einer Rubio                | Rossano Mauti           |
| 2019      | Manuel Pesci                    | Lorenzo Quartucci          | Michele Corradini       |
| 2020      | annulé                          | annulé                     | annulé                  |
| 2021      | Matteo Zurlo                    | Filippo Magli              | Federico Iacomoni       |
| 2022      | Sergio Meris                    | Jacopo Menegotto           | Alessandro Iacchi       |
| 2023      | Edoardo Zamperini               | Kyrylo Tsarenko            | Federico Iacomoni       |
| 2024      | Mirko Bozzola                   | Bryan Olivo                | Christian Bagatin       |